# Ten HD
Ten HD est une chaîne de télévision australienne qui a été initialement lancée le 16 décembre 2007. Elle diffuse du sport, des divertissements, des films, des documentaires, de la science fiction et des nouvelles. La chaîne a cessé de diffuser le 25 mars 2009, et le lendemain a été remplacé par One.